# Jaitwara
Jaitwara è una suddivisione dell'India, classificata come nagar panchayat, di 8.903 abitanti, situata nel distretto di Satna, nello stato federato del Madhya Pradesh. In base al numero di abitanti la città rientra nella classe V (da 5.000 a 9.999 persone).

## Geografia fisica
La città è situata a 24° 46' 31 N e 80° 50' 60 E.

## Società

### Evoluzione demografica
Al censimento del 2001 la popolazione di Jaitwara assommava a 8.903 persone, delle quali 4.543 maschi e 4.360 femmine. I bambini di età inferiore o uguale ai sei anni assommavano a 1.633, dei quali 843 maschi e 790 femmine. Infine, coloro che erano in grado di saper almeno leggere e scrivere erano 5.290, dei quali 3.120 maschi e 2.170 femmine.